# Palazzo di Branca Doria in piazza San Matteo
Il palazzo di Branca Doria si trova a Genova, in piazza San Matteo al civico numero tredici, il luogo che costituiva dal XII secolo il cuore dell'insula (il quartier generale, si direbbe oggi) dell'influente famiglia Doria che qui aveva la propria chiesa gentilizia, San Matteo. Tale chiesa venne fondata attorno al 1125 dal monaco benedettino Martino; officiata dai benedettini, era gestita direttamente dai Doria.
Il palazzo, che ancora di recente costruzione perveniva dall'eredità paterna a Branca Doria, personaggio di dantesca memoria, è perfettamente inserito nella conformazione tardo duecentesca della piazza, rimasta pressoché inalterata. Si trova, nella piazzetta, all'angolo immediatamente a sinistra della chiesa di San Matteo; alla chiesa è collegato da un archivolto che scavalca l'accesso al chiostro trecentesco.

## Branca Doria
Branca Doria è conosciuto per la citazione che fa di lui nella Divina Commedia Dante Alighieri collocandolo all'inferno sebbene ancora vivente. E, subito dopo averlo ritratto come personaggio infernale, il sommo poeta coglie lo spunto per scagliarsi contro i genovesi:
(Inferno, canto XXXIII)
L'individuazione del palazzo si fonda sul documento rinvenuto da Arturo Ferretto che, relativamente all'eredità venuta a Branca Doria dalla divisione dei beni paterni, veniva a possedere questa casa grande del valore di Lire 200, situata nel vico di San Matteo presso il pozzo e confinante sul retro con la canonica di San Matteo e sul lato con la casa di altri Doria, eredi questi di Gavino e Pietrino Doria. Il passaggio risale all'"Anno 1276, 3 maggio".

## Il palazzo

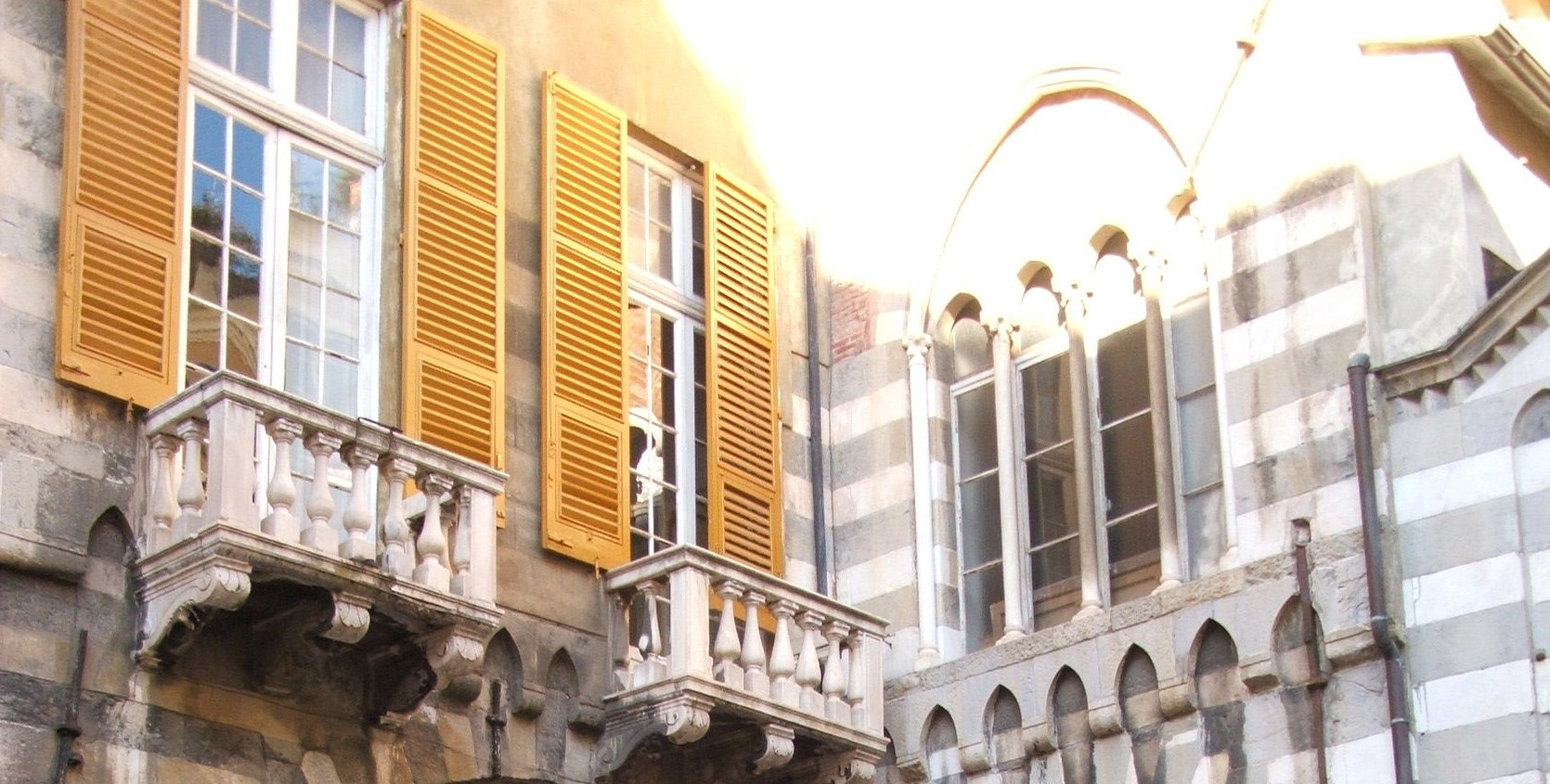
Palazzo di Branca Doria, primo piano, i balconcini con mensole decorate da maschere che sostituiscono le polifore medioevali; a destra la chiesa

Si può presumere, dalla posizione allineata alla tardo duecentesca chiesa di San Matteo e dallo stile gotico, che nel 1276 il palazzo fosse di recente costruzione. La sua realizzazione coincide col rinnovo generale della piazza del secondo Duecento, epoca in cui la famiglia gode di maggiori potere e ricchezza.
Vengono costruiti nuovi palazzi e la chiesa di San Matteo è completamente ricostruita attorno al 1278 in posizione differente: se la precedente chiesa romanica occupava quasi tutto lo spazio della piazza, la ricostruzione gotica - corrispondente all'attuale edificio - arretra la facciata allineandola al fronte del palazzo di Branca Doria.
L'atto del passaggio ereditario del 1276 cita il vicolo di San Matteo anziché la piazza, intendendo pertanto il passaggio lungo il fianco della precedente chiesa romanica, sedime che la chiesa gotica libera di proposito, allineandosi al palazzo di Branca Doria. Il legame con questo si rinsalda ulteriormente quando si realizza il chiostro tra  il 1308 e il 1309, con accesso passante sotto l'arcata laterale.
Realizzato da maestranze antelamiche attive a Genova, l'edificio aveva funzioni di rappresentanza e corrispondeva alla tipologia dei palazzi locali dell'epoca: dotato di ampio portico a quattro arcate al piano terra, corrispondente alla parte commerciale. In seguito altre maestranze antelamiche ricompongono al suo interno il vasto cortile con scala loggiata e le colonne ornate da capitelli finemente lavorati.

## La ristrutturazione quattrocentesca
Da questo periodo proviene il frammento di sovrapporta in bassorilievo forse parte dell'ingresso realizzato nel tamponamento delle arcate duecentesche. Si tratta di un manufatto di alto livello di fattura, stilisticamente databile al 1460 e attualmente conservato nel Museo di Sant'Agostino. Probabilmente faceva parte di un'Adorazione del Bambino ed i suoi due angeli inginocchiati in adorazione come trattamento rimandano alle vesti della principessa del Gagginesco tondo di San Biagio contro il drago, posto nella facciata della cappella di San Giovanni nella Cattedrale di San Lorenzo.

## Le ristrutturazioni post-rinascimentali
Il palazzo subì ulteriori modifiche, pur mantenendo le murature perimetrali. Attorno alla metà del XV secolo venne tamponato il portico; quindi varie modifiche si successero sino al XVIII secolo, periodo in cui venne realizzato l'attuale ingresso.
All'interno del palazzo tutto o quasi venne modificato: cortile e scala risalgono al Cinquecento, e sono ornati di colonne, con  capitelli scolpiti a fregi e fiorami. Sopra la loggia sulla piazza di San Matteo due finestre rettangolari sostituirono le polifore medioevali al cui posto vennero realizzati nel secolo successivo balconcini con mensole ornate di mascheroni che interrompono il fregio di archetti.

## Le collezioni d'arte
Quale dimora patrizia il palazzo conservava collezioni di opere d'arte. Della presenza di queste fornisce un elenco la guida dell'Anonimo del 1818 (edizione Sagep), che testimonia come il palazzo appartenesse agli eredi del fu Giuseppe Doria.
Affreschi del XVII secolo (stanza del primo piano)
- Bernardo Strozzi: Nella guida del 1818: David con le fanciulle ebree che lo applaudono, riquadro contornato da figure allegoriche di Virtù, Guerrieri, ecc. Tali affreschi dopo essere stati staccati sono oggi conservati al Museo di Sant'Agostino. Qui si vedono Davide e Golia. Di tali affreschi Giuseppe Doria rimase talmente soddisfatto da far assegnare al pittore l'affresco per il coro di San Domenico.

Tele in una prima sala al secondo piano:
- Giovanni Battista Paggi: La strage degli innocenti
- Domenico Piola: Gesù che chiama a sé i fanciulli

Salotto del secondo piano:
- Rubens: Il senatore Agostino
- Rubens: miniatura un tempo nota sempre di Agostino Doria
- Van Dyck: ritratto di Giovan Luca Doria
- Giusto Sustermans: ritratto di Marcantonio Doria
- Spagnoletto: Cristo morto
- Spagnoletto: Giobbe
- Procaccini (presumibie): L'adultera
- Procaccini (presumibile): San Gerolamo
- Luca Cambiaso: Vergine che allatta il Bambino (copia da Correggio)
- Luca Cambiaso: Cristo alla colonna
- Valentin de Boulogne: San Matteo
- Carlo Dolci: Cena del fariseo
- Onorio Marinari: Narciso
- Bernardo Castello: San Gerolamo a mezzo busto
- Scena di battaglia (copia da Leonardo da Vinci della battaglia di Anghiari)
- Bernardo Strozzi: Ritratto di fanciullo
- Bernardo Strozzi: Generosità di Alessandro Magno

Altro salotto:
- Ercole di Ferrara: putto in marmo

Nel ridotto:
- Giuseppe Galeotti: scene tratte dalla Gerusalemme liberata di Torquato Tasso

Mezzarie:
- Paolo Veronese: Maddalena ai piedi di Cristo in casa del fariseo

## Il ripristino delle strutture medievali
Poco prima degli anni 1930 i restauri diretti da Orlando Grosso scrostarono parzialmente gli intonaci post-rinascimentali per riportare in vista parti dell'architettura medioevale duecentesca, con le arcate ogivali dal tipico paramento murario a strisce bianche e nere (o grigio arenaria, colore della pietra di Promontorio, dal nome delle cave situate sulle alture di Sampierdarena), bicromatismo tipico del gotico genovese.
Il portico, tamponato da murature successive, nei secoli XIII-XIV si apriva sulla piazza con un'unica grande arcata e sul vicolo da quattro. L'arcata sulla piazza è segnata dalla ghiera a conci bianchi e neri; accanto ad essa, perpendicolare in pianta, sta l'arcata che permette l'accesso al retrostante chiostro di San Matteo.
A conclusione di questo piano terra corre il fregio di archetti ciechi di pietra nera, parzialmente interrotto dalle seicentesche mensole dei poggiolo, ornate di mascheroni. Queste nuove bicature, due porte finestre con poggioli aggettanti dalle balaustre marmoree, interrompono la continuità medievale.
Il fronte laterale sul vicolo Doria, prospetto laterale meno visibile per la ristrettezza del passaggi, è meno aulico. Il restauro di Grosso riporta alla luce le quattro grandi arcate nel vicolo, a sesto acuto, ma in laterizio, e rette da pilastri ottagoni di pietra poggianti sullo spesso muro di base in pietra squadrata. In origine pertanto tutto il piano terra si apriva all'esterno con un portico a quattro campate, secondo la tipologia del palazzo a portico in auge a Genova fra il XII e il XIV secolo.
Questi portici, ammirati da Francesco Petrarca al suo passaggio a Genova, erano privati e non pubblici, relativi alle operazioni commerciali; vennero nella la maggior parte otturati dal rinnovo edilizio del XV secolo.
Subito sopra le arcate del portico otturato, su entrambi i fronti, corre il fregio di archetti ciechi, qui in mattoni con peducci di pietra.
I capitelli gotici dei pilastri, al momento delle modifiche post-medioevali, vennero limati ed amputati delle sporgenze – cornici e foglie a gocce d'acqua o forme a crochet – in questo palazzo come negli altri della piazzetta, per uniformare le superfici murarie, altrimenti discontinue per le varie preesistenze, arcate, loro tamponamenti, bucature chiuse, ecc.
Il secondo piano mostra resti di pilastri sempre a paramento lapideo in marmo bianco e pietra grigia, con sovrapposte arcate sempre che ne ripetono il bicromatismo. Queste seconde arcate contornavano le polifore, inscrivendosi in esse colonnine e soprastante fondale in laterizio.
Di questi elementi tipici dell'architettura gotico-genovese del XIII secolo è ripristinata la sola quadrifora sopra l'arcata laterale di accesso al chiostro della chiesa.
Sull'angolo del palazzo opposto alla chiesa, tra la piazza e vico Doria, posta di spigolo, è un'edicola con una Madonna in marmo (immagine in alto), restaurata verso il 1990 dal pittore e scultore Aurelio Capurro.